# 姚珠珠
姚珠珠（1944年—），女，原籍浙江吴兴，生于广西桂林，中国舞蹈艺术家，中国舞蹈家协会理事，第七、八、九、十届全国政协委员。代表作有《飞天》、《草原夜曲》、《鼓舞》、《二妞和铁旦》、《春之歌》等。